# Cigar Girl
Cigar Girl é uma personagem do filme 007 O Mundo não é o Bastante, da franquia cinematográfica de James Bond. O nome da personagem, interpretada pela atriz italiana Maria Grazia Cucinotta nas telas, é dado por associação, já que nunca é pronunciado no filme e sua primeira aparição é como uma garota que oferece cigarros e charutos a executivos e a James Bond que se reúnem num importante banco.
O nome Giulietta da Vinci é dado depois à mesma personagem, no livro homônimo posterior escrito por Raymond Benson, baseado no roteiro do filme.

## Características
Uma femme fatale morena de beleza estonteante, sedutora e sexy, Cigar Girl também é uma assassina, trabalhando sob as ordens do vilão Renard. Experiente em vários tipos de armas, ela demonstra isso durante a perseguição que Bond e o MI-6 lhe movem pelo rio Tâmisa, após o assassinato de Sir Robert King.

## Filme
Ela aparece primeiramente durante uma reunião de executivos de um banco suiço em Bilbao, onde Bond encontra-se conversando com Mr. Lachaise, um banqueiro, e ela lhe oferece um charuto, daí seu nome. Bond investiga a morte do agente 0012, que obteve certas informações confidenciais sobre o Departamento de Energia Atômica da Rússia e quer informações sobre um dinheiro desaparecido de Sir Robert King, um magnata do petróleo britânico ligado ao caso, que pagou por estes documentos. Quando está prestes a extrair informações do executivo, Cigar Girl o mata com uma facada no pescoço e desaparece em seguida.
Mais tarde, quando Sir Robert encontra-se com a direção do MI-6 e com Bond na central do serviço secreto em Londres, um detonador, colocado num broche de seu paletó, causa uma explosão que mata o banqueiro e provoca grande destruição no local. De um buraco na parede destruída, Bond vê Cigar Girl num barco no Tâmisa, em frente, olhando para sede do MI-6 e ela atira em Bond com um rifle de mira telescópica. Escapando do tiro, 007 rouba o barco de corrida de Q e empreende perseguição à assassina pelo rio.
Cigar Girl atira nele com tudo que dispõe no barco na tentaiva de fugir, de metralhadoras a lançadores de granada, mas Bond escapa dos tiros mais uma vez e junto com  homens do MI-6 em helicópteros consegue cercá-la junto ao Domo do Milênio. Ela então rouba um balão a gás para tentar escapar pelo ar. Levantando voo com Bond pendurado nele por uma corda, cercada por helicópteros e vendo em desespero que não tem chances de fugir, ela rejeita a oferta de 007, que lhe promete ajuda se disser para quem está trabalhando,
Bond: "Vamos fazer um acordo, eu posso protegê-la!"

Cigar Girl: "Não dele!"
e prefere cometer suicídio, atirando nos tanques de hélio do balão que explode matando-a, forçando Bond a  largar a corda e cair em cima do Domo, abaixo, mas sobrevivendo com um ombro deslocado.